# 설훈
설훈(薛勳, 1953년 4월 23일~)은 대한민국의 정치인이다. 제15·16·19·20·21대 국회의원이다.

## 생애
1953년 4월 23일에 경상남도 창녕군에서 태어났다.
1985년에 신한민주당에 입당하였으며 이후 동교동계로 활동했다. 1995년 새정치국민회의 수석 부대변인에 발탁되었고, 2000년 새천년민주당 시민사회위원장을 역임하였다.
1993년 4월 18일집 앞에서 발생한 교통사고로 인하여 자녀 2남 2녀 중 당시 초등학교 1학년인 첫째 딸(장녀)이 죽었다.
2002년에 실시된 제16대 대선에서 한나라당의 이회창 후보가 최규선에게 20만 달러를 받았다는 허위사실을 유포한 혐의로 기소되어 2005년 피선거권이 10년동안 제한되는 형을 선고받았다.
2002년 16대 대선을 앞두고, '한나라당 이회창 후보 20만 달러 수수 의혹’을 터뜨린 장본인. 그해 4월 기자회견을 자청해 '최규선 미래도시환경 대표가 이 후보에게 전해 달라며 이 후보 측근인 윤여준 의원에게 20만 달러를 줬다'고 주장. 바로 한 달 전에는 이 후보가 세 들어 살던 서울 종로구 가회동 빌라의 세입금에 비자금이 유입된 의혹이 있다는 이른바 '빌라 게이트'를 띄움. 대선이 끝난 뒤 모두 거짓으로 드러난 흑색선전의 '더티 밤(더러운 폭탄)'들이었다.
당시 설훈은 '20만 달러 의혹'을 입증할 증인도 있고, 녹음테이프도 있다고 했으나, 모두 거짓이었다. 16대 대선이 끝난 2003년 2월 징역 1년 6개월에 집행유예 3년형을 받고 10년간 피선거권이 정지됐으나, 2007년 2월 허위 사실 유포의 최대 수혜자인 노무현 대통령의 특별사면으로 사면 복권되었다.
대선을 앞두고 대통령 후보가 될 제1야당의 총재에 대해 허위사실을 발표, 치명적인 상처를 입힘으로써, 국민의 주권 행사를 무력화시킨 설훈의 행위는 민주주의의 근간을 뒤흔든 중죄라 할 것이며, 그의 범죄에 힘입어 대통령으로 당선된 노무현의 정당성에도 문제가 있다 할 것이다.
2007년에 노무현 대통령에 의해 사면복권되었으나 2008년 실시된 제18대 총선에서 허위사실 유포혐의 때문에 통합민주당 공천에서 낙마하였다.
2012년 제19대 총선에 부천시 원미구 을에서 출마하여 당선되며 재기에 성공하였다.
2018년 8월 25일 더불어민주당 최고위원에 당선되었다.
2020년 제21대 국회의원 선거에서 미래통합당 서영석 후보를 꺾고 5선에 성공했다.
2024년 3월 12일 법률소비자연맹에서 발표한 제21대 국회의원 선거공약 이행평가에서 '더불어민주당 상위 10위' 에 이름을 올렸다.

## 경력
- 민주화추진협의회 상임운영위원
- 1987~1988: 김대중 평화민주당 총재(전직 제15대 대통령) 보좌역
- 1987~1988: 평화민주당 민원국장
- 1987~1988: 평화민주당 경상남도 지부 마산시 지구당위원장
- 1988~1991: 평화민주당 서울특별시 지부 성북구 갑 지구당위원장
- 1991: 신민주연합당 서울특별시 지부 성북구 갑 지구당위원장
- 1992~1993: 민주당 부대변인
- 1995~1996: 새정치국민회의 대변인
- 1996년 4월 11일: 대한민국 제15대 국회의원 선거 당선(서울 도봉구 을, 새정치국민회의, 초선)
- 1996~2000: 새정치국민회의 서울특별시 지부 도봉구 을 지구당위원장
- 1996~1998: 새정치국민회의 김대중 총재특별보좌관
- 1998~2000: 새정치국민회의 총재비서실 수석차장
- 1998~1999: 새정치국민회의 원내수석부총무
- 민화협 공동의장
- 중국 북경대학교 아태연구원 교수급객좌연구원
- 2000~2004: 새천년민주당 서울특별시 지부 도봉구 을 지구당위원장
- 2000년 4월 13일: 대한민국 제16대 국회의원 선거 당선(서울 도봉구 을, 새천년민주당, 재선)
- 재단 행동하는 양심 부이사장
- 2006~2007: 열린우리당 특임위원 겸 자문위원
- 2007~2008: 대통합민주신당 혁신위원
- 2008.02~2008.03: 제18대 국회의원 선거 서울 도봉구 을 통합민주당 국회의원 예비후보
- 2009~2011: 민주당 경기도당 부천시 원미구 을 지역위원회 위원장
- 2011.12~2013.05: 민주통합당 경기도당 부천시 원미구 을 지역위원회 위원장
- 2012년 4월 11일: 대한민국 제19대 국회의원 선거 당선(경기 부천시 원미구 을, 민주통합당, 3선)
- 2013.05~2014.03: 민주당 경기도당 부천시 원미구 을 지역위원회 위원장
- 2014.03~2015.12: 새정치민주연합 경기도당 부천시 원미구 을 지역위원회 위원장
- 2015.02~2015.12: 새정치민주연합 공공부문민영화저지 특별위원장
- 2015.02~2015.12: 새정치민주연합 전국여성위원회 운영위원
- 2015.12~2020.05: 더불어민주당 경기도당 부천시 원미구 을 지역위원회 위원장
- 2016년 4월 13일: 대한민국 제20대 국회의원 선거 당선(경기 부천시 원미구 을, 더불어민주당, 4선)
- 2018.08~2020.08: 더불어민주당 최고위원
- 2018.08~2020.08: 더불어민주당 북한이탈주민특위 위원장
- 2018.08~2020.08: 더불어민주당 검찰공정수사촉구특위 위원장
- 2020년 4월 15일: 대한민국 제21대 국회의원 선거 당선(경기 부천시 을, 더불어민주당, 5선)
- 2020.05~2024.02: 더불어민주당 경기도당 부천시 을 지역위원회 위원장
- 2021.07~2021.10: 제20대 대통령 선거 더불어민주당 이낙연 대통령 경선후보 필연캠프 선거대책위원회 위원장
- 2024.03~2024.04: 새로운미래 제22대 국회의원 선거 선거대책위원회 공동선거대책위원장
- 2024.08~: 새로운미래 상임고문

### 의정 활동
- 1996년 5월 30일~2000년 5월 29일: 제15대 국회의원(서울 도봉구 을, 새정치국민회의→새천년민주당, 초선)
  - 1996년 5월~1998년 5월: 제15대 국회 전반기 예산결산특별위원회 위원
  - 1996년 5월~2000년 5월: 제15대 국회 전·후반기 교육위원회 위원
  - 1998년 5월~2000년 5월: 제15대 국회 후반기 국회운영위원회 간사
- 2000년 5월 30일~2004년 5월 29일: 제16대 국회의원(서울 도봉구 을, 새천년민주당, 재선)
  - 2000년 5월~2004년 5월: 제16대 국회 전·후반기 교육위원회 위원
  - 2001년 8월~2001년 10월: 제16대 국회 전반기 언론국조특별위원회 간사
- 2012년 5월 30일~2016년 5월 29일: 제19대 국회의원(경기 부천시 원미구 을, 민주통합당→민주당→새정치민주연합→더불어민주당, 3선)
  - 2012년 7월~2014년 5월: 제19대 국회 전반기 기획재정위원회 위원
  - 2014년 6월~2015년 7월: 제19대 국회 후반기 교육문화체육관광위원회 위원장
  - 2015년 11월~2016년 5월: 제19대 국회 평창동계올림픽 및 국제경기대회지원 특별위원회 위원장
- 2016년 5월 30일~2020년 5월 29일: 제20대 국회의원(경기 부천시 원미구 을, 더불어민주당, 4선)
  - 2016년 6월~2017년 7월: 제20대 국회 전반기 외교통일위원회 위원
  - 2017년 7월~2017년 9월: 제20대 국회 전반기 교육문화체육관광위원회 위원
  - 2017년 9월~2018년 5월: 제20대 국회 전반기 농림축산식품해양수산위원회 위원장
  - 2018년 7월~2020년 5월: 제20대 국회 후반기 환경노동위원회 위원
  - 2018년 10월~2019년 5월: 제20대 국회 남북경제협력특별위원회 위원
- 2020년 5월 30일~2024년 5월 29일: 제21대 국회의원(경기 부천시 을, 더불어민주당→무소속→새로운미래, 5선)
  - 2020년 6월~2022년 5월: 제21대 국회 전반기 국방위원회 위원
  - 2020년 11월~2024년 5월: 한-아프리카 의회외교포럼 회장
  - 2022년 7월~2024년 5월: 제21대 국회 후반기 국방위원회 위원

## 범죄전력
- 교통사고처리특례법위반, 도로교통법위반: 벌금 200만원 - 1994년 4월 28일 선고[6]
- 출판물에의한명예훼손, 공직선거및선거부정방지법위반: 징역 1년 6월 집행유예 3년- 2004년 11월 30일 선고, 2007년 2월 12일 형사면특별복권[6]

### 음주운전
2007년 3월 11일 오전 1시 경 설훈은 서울특별시 성북구 정릉동 고려대학교 보건과학대학 앞 도로에서 혈중알코올농도 0.111%의 술에 취한 상태로 승용차를 운전하였다. 서울성북경찰서는 모아방 삼거리에서 술에 취한 상태로 자신의 아반떼 승용차를 운전하는 설훈을 적발하여 도로교통법 위반 죄로 입건하였다. 경찰의 음주운전 단속에 적발된 설훈은 "측정 수치를 믿지 못하겠다"고 주장하여 인근 병원에서 음주측정을 위한 혈액을 채취했다.
2007년 5월 8일 도로교통법위반(음주운전) 죄로 벌금 150만원을 선고받았다.

## 무죄 사건
- 2003년 1월 21일 김대중 내란 음모 사건 재심에서 무죄를 선고받았다.[9]

- 2013년 6월 26일 서울중앙지법에서 열린 대통령 긴급조치 9호 위반 추가사건 재심에서 무죄를 선고 받았다.[10]

## 역대 선거 결과
|  | 22.59% |

|  | 31.48% |

|  | 45.28% |

|  | 56.01% |

|  | 42.85% |

|  | 54.90% |

|  | 6.15% |

## 소속 정당
| 소속 정당 | 소속 정당      | 소속 기간 | 비고           |
| --------- | -------------- | --------- | -------------- |
|           | 신한민주당     | 1985~1987 | 창당 정계 입문 |
|           | 무소속         | 1987      | 탈당           |
|           | 통일민주당     | 1987      | 창당           |
|           | 무소속         | 1987      | 탈당           |
|           | 평화민주당     | 1987~1991 | 창당           |
|           | 신민주연합당   | 1991      | 당명 변경      |
|           | 민주당         | 1991~1995 | 합당           |
|           | 무소속         | 1995      | 탈당           |
|           | 새정치국민회의 | 1995~2000 | 창당           |
|           | 새천년민주당   | 2000~2005 | 합당           |
|           | 민주당         | 2005~2007 | 당명 변경      |
|           | 중도통합민주당 | 2007      | 합당           |
|           | 민주당         | 2007      | 당명 변경      |
|           | 무소속         | 2007      | 탈당           |
|           | 대통합민주신당 | 2007~2008 | 창당           |
|           | 통합민주당     | 2008      | 합당           |
|           | 민주당         | 2008~2011 | 당명 변경      |
|           | 민주통합당     | 2011~2013 | 합당           |
|           | 민주당         | 2013~2014 | 당명 변경      |
|           | 새정치민주연합 | 2014~2015 | 합당           |
|           | 더불어민주당   | 2015~2024 | 당명 변경      |
|           | 무소속         | 2024      | 탈당           |
|           | 새로운미래     | 2024      | 입당           |
|           | 새미래민주당   | 2024~현재 | 당명 변경      |

## 저서
- 《역사는 진보한다》(춤추는 고래, 2018년 7월)
- 《사람답게 사는 세상을 꿈꾸다》(폴라리스, 2011년 7월)

## 학력
- 1966년 회원국민학교 졸업
- 1969년 마산중학교 졸업
- 1972년 마산고등학교 졸업
- 2000년 고려대학교 문과대학 사학 학사

## 같이 보기
- 도봉구 을
- 부천시 원미구 을
- 부천시 을
- 서울 도봉구의 국회의원
- 부천시의 국회의원
- 부천시 원미구의 국회의원
- 2019년 대한민국 국회의사당 습격